# Castelcivita
Castelcivita är en ort och kommun i provinsen Salerno i regionen Kampanien i Italien. Kommunen hade 1 653 invånare (2017).